# GLYATL1
GLYATL1 (англ. Glycine-N-acyltransferase like 1) – білок, який кодується однойменним геном, розташованим у людей на 11-й хромосомі. Довжина поліпептидного ланцюга білка становить 302 амінокислот, а молекулярна маса — 35 101.
| 10         |  | 20         |  | 30         |  | 40         |  | 50         |
| ---------- |  | ---------- |  | ---------- |  | ---------- |  | ---------- |
| MILLNNSHKL |  | LALYKSLARS |  | IPESLKVYGS |  | VYHINHGNPF |  | NMEVLVDSWP |
| EYQMVIIRPQ |  | KQEMTDDMDS |  | YTNVYRMFSK |  | EPQKSEEVLK |  | NCEIVNWKQR |
| LQIQGLQESL |  | GEGIRVATFS |  | KSVKVEHSRA |  | LLLVTEDILK |  | LNASSKSKLG |
| SWAETGHPDD |  | EFESETPNFK |  | YAQLDVSYSG |  | LVNDNWKRGK |  | NERSLHYIKR |
| CIEDLPAACM |  | LGPEGVPVSW |  | VTMDPSCEVG |  | MAYSMEKYRR |  | TGNMARVMVR |
| YMKYLRQKNI |  | PFYISVLEEN |  | EDSRRFVGQF |  | GFFEASCEWH |  | QWTCYPQNLV |
| PF         |  |            |  |            |  |            |  |            |

A: Аланін

C: Цистеїн

D: Аспарагінова кислота

E: Глутамінова кислота

F: Фенілаланін

G: Гліцин

H: Гістидин

I: Ізолейцин

K: Лізин

L: Лейцин

M: Метіонін

N: Аспарагін

P: Пролін

Q: Глутамін

R: Аргінін

S: Серин

T: Треонін

V: Валін

W: Триптофан

Кодований геном білок за функціями належить до трансфераз, ацилтрансфераз. 
Задіяний у такому біологічному процесі, як альтернативний сплайсинг. 